# ديمتري بوداود
ديمتري بوداود (بالفرنسية: Dimitri Boudaud)‏ (10 فبراير 1987 بشارفيل-ميزيير في فرنسا - ) هو لاعب كرة قدم فرنسي في مركز الوسط. لعب مع نادي سيدان وFC Montceau Bourgogne ‏ ونادي دونكيرك وRC Épernay Champagne ‏.

## روابط خارجية
- ديمتري بوداود على موقع قاعدة بيانات كرة القدم.إي يو (الإنجليزية)